# Abdón Prats Bastidas
Abdón Prats Bastidas (Artá, Baleares, 7 de diciembre de 1992), conocido simplemente como Abdón, es un futbolista español que juega actualmente como delantero en el Real Club Deportivo Mallorca de la Primera División de España.

## Trayectoria
Abdón Prats Bastidas procede de la cantera local del R. C. D. Mallorca, y debutó como profesional a los diecisiete años. Pasó varias temporadas en la Segunda División B con el R. C. D. Mallorca B. El 14 de diciembre de 2011 debutó con el primer equipo, jugando unos minutos en una derrota en casa por 0 a 1 contra el Real Sporting de Gijón en la Copa del Rey de fútbol 2011-12.
El 28 de abril de 2012 Prats Bastidas jugó su primer partido de la Primera División entrando para suplir a Víctor Casadesús en una victoria por 3 a 1 ante el Getafe C. F. El 23 de agosto de 2013 fue cedido al Burgos C. F. de la Segunda División B, y volvió al final de la temporada al primer equipo mallorquín, esta vez en la Segunda División.
Prats Bastidas marcó su primer gol como profesional el 21 de septiembre de 2014, aunque fue en una derrota por 4 a 6 en casa contra el C. A. Osasuna. El 30 de enero de 2015 terminó su contrato, y firmó otro con el C. D. Tenerife horas después. El 3 de julio de 2015 firmó por dos temporadas con el C. D. Mirandés de la Segunda División. El 25 de enero de 2017 dejó el club mirandés por mutuo consentimiento, y fichó por el Racing de Santander.
El 4 de julio de 2017 después de marcar catorce goles por el club santanderino, el máximo de su carrera, regresó al R. C. D. Mallorca, nuevamente en la Segunda División B. Bajo la dirección de Vicente Moreno, Prats Bastidas formó parte de la plantilla mallorquina que logró dos ascensos en dos años y, a su vez, terminó con dieciocho goles en su cuenta personal.
Prats Bastidas comenzó la temporada 2023-24 con fuerza, anotando cuatro goles en la misma cantidad de partidos a pesar del tiempo de juego limitado. También fue el máximo goleador de la Copa de Rey de fútbol de ese año con seis goles, ayudando al club a llegar a la final por primera vez desde 2003.

## Vida personal
El tío de Abdón, Toni, también fue futbolista, se desempeñó como portero y también se formó en el R. C. D. Mallorca.

## Estadísticas

### Clubes
Actualizado al último partido disputado el 1 de noviembre de 2024.
| Club                           | Liga          | Temporada     | Liga  | Liga  | Copas nacionales | Copas nacionales | Copas internacionales | Copas internacionales | Total | Total |
| Club                           | Liga          | Temporada     | Part. | Goles | Part.            | Goles            | Part.                 | Goles                 | Part. | Goles |
| ------------------------------ | ------------- | ------------- | ----- | ----- | ---------------- | ---------------- | --------------------- | --------------------- | ----- | ----- |
| R. C. D. Mallorca "B" · España | 2.ª B         | 2010-11       | 25    | 5     | ―                | ―                | ―                     | ―                     | 25    | 5     |
| R. C. D. Mallorca "B" · España | 2.ª B         | 2011-12       | 33    | 13    | ―                | ―                | ―                     | ―                     | 33    | 13    |
| R. C. D. Mallorca "B" · España | 2.ª B         | 2012-13       | 32    | 7     | ―                | ―                | ―                     | ―                     | 32    | 7     |
| R. C. D. Mallorca "B" · España | Total club    | Total club    | 90    | 25    | 0                | 0                | 0                     | 0                     | 90    | 25    |
| R. C. D. Mallorca · España     | 1.ª           | 2011-12       | 1     | 0     | 2                | 0                | —                     | —                     | 3     | 0     |
| Burgos C. F. · España          | 2.ª B         | 2013-14       | 34    | 10    | 3                | 3                | ―                     | ―                     | 37    | 13    |
| Burgos C. F. · España          | Total club    | Total club    | 34    | 10    | 3                | 3                | 0                     | 0                     | 37    | 13    |
| R. C. D. Mallorca · España     | 2.ª           | 2014-15       | 14    | 2     | 1                | 0                | ―                     | ―                     | 15    | 2     |
| C. D. Tenerife · España        | 2.ª           | 2014-15       | 9     | 0     | —                | —                | —                     | —                     | 9     | 0     |
| C. D. Tenerife · España        | Total club    | Total club    | 9     | 0     | 0                | 0                | 0                     | 0                     | 9     | 0     |
| C. D. Mirandés · España        | 2.ª           | 2015-16       | 30    | 5     | 8                | 4                | ―                     | ―                     | 38    | 9     |
| C. D. Mirandés · España        | 2.ª           | 2016-17       | 6     | 0     | 1                | 0                | ―                     | ―                     | 7     | 0     |
| C. D. Mirandés · España        | Total club    | Total club    | 36    | 5     | 9                | 4                | 0                     | 0                     | 45    | 9     |
| Racing de Santander · España   | 2.ª B         | 2016-17       | 19    | 14    | —                | —                | ―                     | ―                     | 19    | 14    |
| Racing de Santander · España   | Total club    | Total club    | 19    | 14    | 0                | 0                | 0                     | 0                     | 19    | 14    |
| R. C. D. Mallorca · España     | 2.ª B         | 2017-18       | 37    | 12    | 0                | 0                | ―                     | ―                     | 37    | 12    |
| R. C. D. Mallorca · España     | 2.ª           | 2018-19       | 35    | 6     | 1                | 1                | ―                     | ―                     | 36    | 7     |
| R. C. D. Mallorca · España     | 1.ª           | 2019-20       | 20    | 0     | 2                | 0                | ―                     | ―                     | 22    | 0     |
| R. C. D. Mallorca · España     | 2.ª           | 2020-21       | 31    | 10    | 2                | 2                | ―                     | ―                     | 33    | 12    |
| R. C. D. Mallorca · España     | 1.ª           | 2021-22       | 23    | 3     | 4                | 1                | ―                     | ―                     | 27    | 4     |
| R. C. D. Mallorca · España     | 1.ª           | 2022-23       | 26    | 1     | 3                | 3                | ―                     | ―                     | 29    | 4     |
| R. C. D. Mallorca · España     | 1.ª           | 2023-24       | 34    | 6     | 7                | 6                | ―                     | ―                     | 41    | 12    |
| R. C. D. Mallorca · España     | 1.ª           | 2024-25       | 9     | 1     | 0                | 0                | ―                     | ―                     | 9     | 1     |
| R. C. D. Mallorca · España     | Total club    | Total club    | 230   | 41    | 22               | 13               | 0                     | 0                     | 252   | 54    |
| Total carrera                  | Total carrera | Total carrera | 418   | 95    | 34               | 20               | 0                     | 0                     | 452   | 115   |